# Lellinge
Lellinge er en by i Østsjælland med 734 indbyggere  (2024), beliggende vest for Sydmotorvejens afkørsel 33 Lellinge, 22 km øst for Ringsted og 6 km vest for Køge. Byen hører til Køge Kommune og ligger i Region Sjælland.
Lellinge hører til Lellinge Sogn, og Lellinge Kirke ligger i byen.

## Faciliteter
Lellinge Skole fra 1909 blev lukket i sommeren 2015, hvor den havde 85 elever, fordelt på 0.-6. klassetrin. Byrådet har solgt grunden med skole og SFO til opførelse af tæt-lavt boligbyggeri. Det er besluttet at pengene skal gå til et multihus på Lellinge Stadion, som skal erstatte det eksisterende udtjente klubhus og skolens gymnastiksal. Lellinge IF tilbyder fodbold, badminton, gymnastik og petanque.
Lellinge har en Dagli'Brugs. Skovsneglen er en vuggestue og børnehave med 7 ansatte.

## Historie
Ny Lellingegård 2 km vest for byen blev i 1783 udskilt fra Hovedgården Lellingegård, som derefter hed Gammel Lellingegård. Den ligger ½ km nord for byen, lige nord for Køge Å. ½ km øst for Gammel Lellingegård ligger sporene af vikingeborgen Borgring.

### Landsbyen
I 1898 beskrives Lellinge således: "Lellinge (gml. Form Lælinge), ved Landevejen, med Kirke, Skole og Asyl (opr. 1888 af Vallø Stift; har Plads for 40 Børn)."

### Jernbanen
Lellinge fik jernbanestation på Køge-Ringsted Banen (1917-63). I 1929 blev der også oprettet to trinbrætter udenfor byen: Lellinge Østermark, hvor banen krydsede Ringstedvejen ved den lille bebyggelse øst for byen, og Ny Lellinge ved Ny Lellingegård, hvor der siden 1924 havde været et sidespor af hensyn til roetrafikken.
Stationsbygningen er bevaret på Baneledet 10. Fra Grønnevej til stationsområdet er banedæmningen bevaret som sti. Desuden er banens tracé bevaret på en skovvej gennem Græsmark Skov vest for byen.